# Letniza-Gletscher
Der Letniza-Gletscher (bulgarisch ледник Летница lednik Letniza) ist ein 1,8 km langer Gletscher auf Smith Island im Archipel der Südlichen Shetlandinseln. Von den Südosthängen der Imeon Range fließt er östlich des Organa Peak und südlich des Riggs Peak in südöstlicher Richtung zur Hisarya Cove.
Bulgarische Wissenschaftler kartierten ihn 2008. Die bulgarische Kommission für Antarktische Geographische Namen benannte ihn im selben Jahr nach der Stadt Letniza im Norden Bulgariens.